# جيم فيتزجيرالد
جيم فيتزجيرالد (بالإنجليزية: Jim Fitzgerald)‏ هو شخصية أعمال أمريكي، ولد في 27 مارس 1926 في جينسفيل في الولايات المتحدة، وتوفي بنفس المكان في 4 يونيو 2012 بسبب مرض.